# 天水堂 (新竹縣)
24°42′03″N 121°03′28″E / 24.7007542473678°N 121.05782183469°E

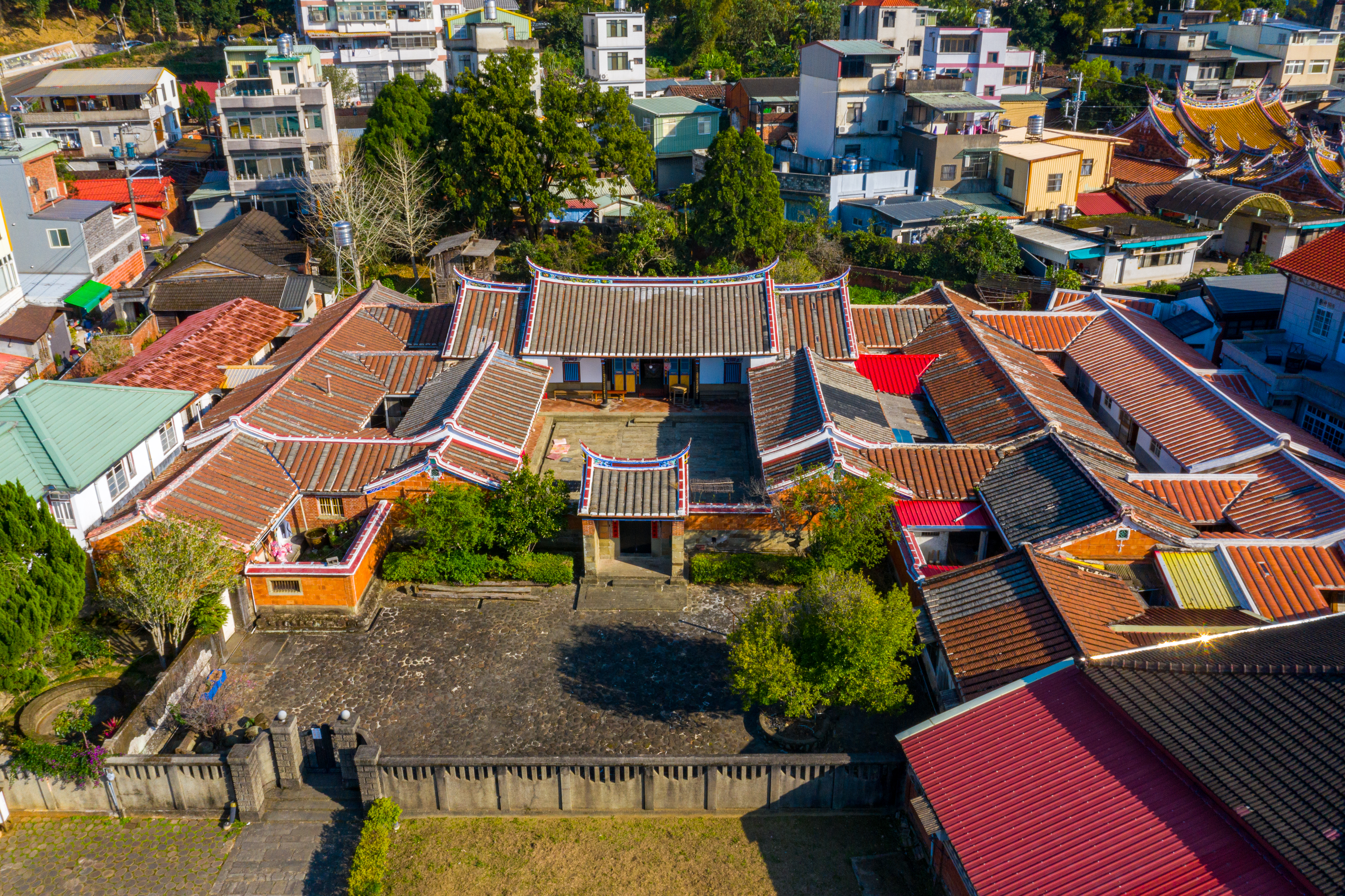
北埔姜屋天水堂

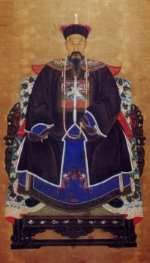
姜秀鑾畫像

天水堂，北埔人慣稱為「姜屋」，姜家族人慣稱「老屋」（天水堂老屋），是開拓新竹縣大隘地區的開山祖姜秀鑾所建的宅第，姜紹祖的故居，位於新竹縣北埔鄉中正路1號，也就是在金廣福公館的左前方，因姜氏的郡望堂號為天水郡(今甘肅省天水市)，故名天水堂。
天水堂確實之創建年代無詳細紀錄，應為清道光十五年（西元1835年）姜秀鑾入墾北埔後所建立，咸豐四年（西元1854年）姜殿邦將九芎林舊居之族人全部遷居北埔「天水堂」，故其創建及竣工年代應在道光十五年至咸豐四年之間。天水堂以秀鑾山為樂山，形勢穩定優美，為一堂六橫之三合院格局。
天水堂之門樓（或稱門屋）為燕尾造型，且台階有特大台面，號稱全台最優美的門樓之一。天水堂一百多年來皆由姜氏家族自力修繕及維護，從未接受政府的補助，能完整保存其原有風貌實屬不易，內部仍有姜家後代居住，屬私人宅院，並未開放參觀。
依內政部七十四台內民字第238095號公告將天水堂列入金廣福古蹟區範圍內，為國家一級古蹟，1997年文資法修正後改稱國定古蹟。

## 相關連結
- 國定古蹟金廣福公館的部落格 （页面存档备份，存于）
- <古蹟與狗> 走走拍 拍拍走~~天水堂與金廣福 (國定古蹟) （页面存档备份，存于）